# Globalització
|  | No s'ha de confondre amb globalisme o mundialisme. |

La globalització (anglicisme) o mundialització o canvi global és el conjunt de variacions en els sistemes socials o naturals (físics o biològics) els impactes dels quals no poden ser localitzats - ni socialment ni naturalment parlant - a cap lloc o conjunt d'indrets, sinó que afecten el conjunt de la Terra, la societat i els individus. Es pot considerar que la globalització és una sèrie complexa de processos que es produeixen simultàniament en l'àmbit econòmic, polític, tecnològic, cultural i ecològic (tot i que a molt diverses velocitats i implicacions) i que abasten la major part de les regions del planeta.
Una premissa bàsica de l'estudi de la globalització és considerar que el món constitueix un únic ordre social i natural. Malgrat la tendència de destacar-ne únicament els aspectes econòmics, cal assenyalar el caràcter complex i multidimensional. Purament, la globalització és un fenomen força antic amb una llarga genealogia històrica, però avui constitueix un dels factors socials més destacables i és un dels reptes més importants que les ciències socials es plantegen per al segle xxi. La globalització actual ha suscitat moltes crítiques i, fins i tot, ha motivat el naixement del moviment altermundista i antiglobalització.

## Definicions i significats

### Etimologia
Des de la seva creació, el concepte de globalització ha inspirat nombroses definicions i interpretacions, amb antecedents que es remunten als grans moviments del comerç i l'expansió europea a través d'Àsia i l'Oceà Índic que es produí durant el segle xv.
Segons el Diccionari Anglès d'Oxford, la paraula «globalització» va ser emprada per primera vegada l'any 1930 per referir-se a una visió holística de l'experiència humana en l'educació. Però, el geohistoriador francès Vincent Capdepuy diu demostrar que el terme va ser utilitzat per primera vegada per Pierre de Coubertin en un article seu a Le Figaro el 13 de desembre de 1904. Allò que pot indicar és que després que en fes ús Pierre de Coubertin, la paraula apareix en una obre de Paul Otlet l'any 1916. El mot designa llavors una apropiació a escala mundial i s'inscriu en la reflexió sobre la reorganització de la vida internacional després de la guerra.
L'any 1907, en el marc d'una reflexió sobre la plaça de l'etnografia, Arnold van Gennep parla d'una «globalització creixent», si bé el seu ús és aleshores i durant l'entre-guerres escaç. Una descripció primerenca de la globalització va ser escrita per l'empresari estatunidenc, que arribà a ministre, Charles Taze Russell, qui l'any 1897 va encunyar el terme «corporacions gegants», tot i que no va ser fins a la dècada del 1960 que el terme va començar a ser àmpliament utilitzat pels economistes i altres científics socials. El concepte, des d'aleshores, ha assolit un ús generalitzat especialment a través de la premsa, a partir de la segona meitat de la dècada del 1980. Dels primers usos de la dècada dels 1960 es deu al francès François Perroux.
En llengua anglesa, el terme «globalització» es fa servir des dels anys 30 del segle xx, però només en un context d'educació i el terme no hi fa tradició. El món francòfon parla de «mundialització» i aquí hi ha discrepància en si caldria fer servir o no «globalització» o «mundialització» en llengua catalana. Quelcom que es troba en altres llengües neollatines. Mentre que el món anglosaxó prioritza l'arrel en «globus», el món francòfon dona més rellevància a «món». No deixen de ser de totes maneres sinònims.

### El mar de definicions

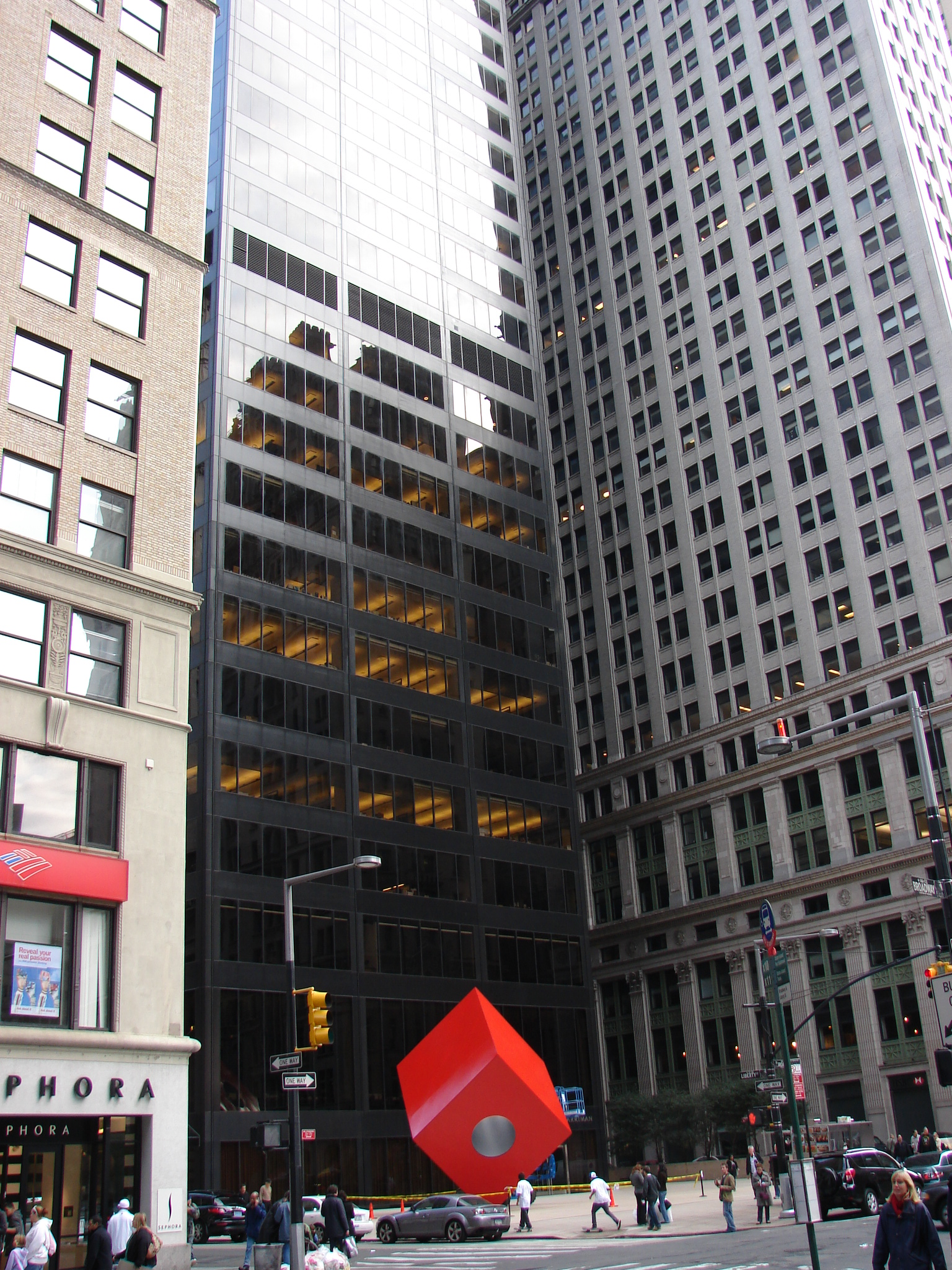
HSBC Holdings, el banc més gran del món, opera a tot el món. Creat a partir de The Hongkong and Shanghai Banking Corporation.

La CESPAO de les Nacions Unides (Comissió Econòmica i Social per a Àsia Occidental) ha deixat escrit que la globalització "és un terme àmpliament utilitzat que pot ser definit de maneres diferents. Quan s'utilitza en un context econòmic, es refereix a la reducció i eliminació de barreres entre les fronteres nacionals per tal de facilitar el flux de béns, capitals, serveis i mà d'obra… encara que hi continua havent considerables obstacles per al flux de treball… La globalització no és un fenomen nou. Va començar durant el segle xix, però es va reduir durant el període comprès entre l'inici de la Primera Guerra Mundial fins al tercer quart del segle xx. Aquesta disminució es pot atribuir a les polítiques orientades cap a l'interior impulsat per diversos països per tal de protegir les seves respectives indústries… No obstant això, el ritme de la globalització va augmentar ràpidament durant el darrer quart del segle XX…"
Aquesta llarga definició, però, té els seus matisos. El geògraf francès, Laurent Carroué, defineix la globalització com un "procés històric d'extensió del sistema capitalista al conjunt de l'espai geogràfic mundial". En una mateixa línia s'expressa Guy Rocher que distingeix "mundialització" de "globalització" perquè la segona tindria, segons el seu parè, en compte una "extensió a escala global d'interessos abans d'això limitats a les regions o nacions" mentre que la primera seria una internacionalització d'"intercanvis de naturalesa diferent en l'àmbit econòmic, polític, cultural, entre nacions". És a dir, segons l'escola de pensament francesa, la globalització és una extensió a escala global d'interessos imperials, quan la mundialització seria l'expansió del comerç a escala global. Però aquesta definició, altre cop, és matisable, sobretot perquè l'anàlisi de la globalització que es fa als països de parla francòfona i als països de parla anglòfona són les mateixes posades a la pràctica, de manera que hom podria veure-hi intencionalitat política rere aquesta distinció suposada entre globalització i mundialització.
La definició francòfona ha fet objecte de debats acadèmics i avui la globalització o mundialització són considerades, si fa no fa, la mateixa cosa. Per tant, la definició contempla els dos vessants, la política i l'econòmica. Segons els autors, els uns posaran més èmfasi sobre la vessant econòmica, tal com presenta la definició de la CESPAO, mentre que altres posen l'accent sobre l'aspecte polític. Per exemple, Tom G. Palmer, del Cato Institute, defineix la globalització com "la disminució o eliminació de les restriccions imposada per l'Estat en els intercanvis a través de fronteres i en el sistema mundial cada vegada més integrat i complex de producció i intercanvi que ha sorgit a conseqüència d'això."
Les definicions que s'han anat donant a través de la història dels estudis de globalització parteixen de la problemàtica generalitzada a totes les ciències socials. Atès que la globalització és un fenomen social, a cada nova societat, s'hi escau una nova definició que és al cap i a la fi la manera en com aquesta mateixa veu les coses en un moment precís de la història. Per aquest motiu, actualment hi ha tot un corrent, posat en marxa per Robert Boyer, que designa la globalització com una "nova fase de l'economia mundial".
Per tal de fugir a aquesta realitat, és preferible, abans de donar tota definició, descriure la globalització i, un cop fet això, mirar de trobar-ne una definició. Saskia Sassen ha afirmat que "una bona part de la globalització consisteix en una enorme varietat de micro-processos que comencen com a desnacionalitzacions del que havia estat construït com a projecte nacional: les polítiques, el capital, la subjectivitat política, els espais urbans, els marcs temporals, o qualsevol altre aspecte d'una varietat de dinàmiques i dominis".
En efecte, la globalització abraça tot de realitats:
- té influència cultural perquè s'estableix una "cultura global" que és normalment la de l'Imperi dominant
- té influència política perquè tot gira segons el model polític establert per l'Imperi dominant
- té un aspecte econòmic perquè tendeix a implantar el capitalisme a tot arreu i a fer créixer els fluxos econòmics
- té un aspecte geogràfic perquè tothom acaba col·laborant-hi amb la rebaixa de fronteres de tota mena
- té un aspecte managerial perquè un únic estat té tendència a dictar les normes i ésser la base d'un sistema polític
- té un aspecte sociològic perquè la introducció de les tecnologies procura canvis estructurals a la societat
- té un aspecte tecnològic perquè sense tecnologia no hi hauria creació a bescanviar

Per tot això una definició passa-tothora donaria el significat següent a globalització:
És una política econòmica duta a terme per estats amb interessos hegemònics que consisteix en la instal·lació a escala global del comerç tot limitant-ne les fronteres pel que fa als capitals, les matèries, mercaderies i mà d'obra, de forma a treure'n rèdit polític i econòmic. 
Dita definició sembla encaixa amb allò que Percy Barnevik, expresident del consell administratiu de la firma ABB, designa com a globalització: "Jo definiria la globalització com la llibertat, per al meu grup, de produir el que vulgui, de comprar i vendre on vulgui i d'enfrontar-se a la menor quantitat possible d'obstacles relacionats amb la legislació laboral o les lleis socials."
I és que Noam Chomsky sosté que la paraula globalització s'utilitza també, en un sentit doctrinal, per descriure la forma neoliberal de la globalització econòmica. Thomas L. Friedman diu, però, que tot havent examat l'impacte de l'"aplanament" del món, vulgui ser el comerç globalitzat, com la subcontractació, el subministrament en cadena, i les forces polítiques, tot això ha canviat el món de forma permanent, tant per anar bé com per anar malament. També argumenta que el ritme de la globalització s'està accelerant i seguirà tenint un impacte creixent en l'organització i en la pràctica empresarial.

### Tendències als estudis sobre globalització

#### Teories sobre el procés de globalització mundial
Aquest procés de globalització és enfocat de diferent forma des dels àmbits acadèmics. Hi ha tres teories ben diferenciades:
- els liberals, que volen la globalització per tal d'augmentar mercat i treure poder als Estats.
- els socialistes, socialdemòcrates o liberals clàssics, que no volen que l'Estat keynesià perdi poder i la intervenció en el mercat pel perill que caigui l'Estat de Benestar que actualment tenen molts estats occidentals
- els marxistes no volen la globalització perquè és un tipus de política econòmica pensada pels imperis i que ha d'aportar beneficis únicament als imperis mitjançant l'explotació de població amb les colonitzacions

#### Mirada sociològica a la globalització
El canvi global o globalització s'analitza ben sovint mitjançant aspectes essencialment econòmics però la sociologia hi ha començat a invertir molt de temps i actualment es podria dir que la mundialització també pot ser analitzada a través seu.
Els estudis sociològics sobre globalització comencen amb els plantejaments del polonès Zygmunt Bauman (1925-2017). El món hauria acabat a parè seu l'era de la modernitat que és el de la industrialització iniciada al segle xix i acabada a mitjan segle xx. D'ençà tenim davant nostre una nova era, la de la "modernitat líquida", en contraposició a la modernitat "sòlida". Aquesta liquiditat té diferents característiques:
- incertesa permanent
- canvi constant

En acord amb això, Bauman defineix la modernitat sòlida com una societat de certeses, ordenada racionalment, previsible i relativament estable. Els marcs mentals són menys estressats en haver-hi certa estabilitat.
El pas d'una modernitat sòlida a una de líquida prové de diversos factors que Bauman enumera cronològicament:
- l'expansió de multinacionals fa que els estats nació ja no siguin els actors principals
- Internet ha provocat una acceleració de les relacions a tots els nivells
- la rebaixa de les fronteres ha accelerat les migracions a tot el planeta

Degut a això, les societats s'han tornat més obsessives davant la incertesa, més que real, imaginada. Per aquest motiu tenim canvi constant, una renovació de tot i de res de forma gairebé perpètua. L'arribada d'internet, segons el sociòleg català Manuel Castells Oliván ha canviat de cap a peus les formes de productivitat i és a internet mateix on acaba resident el poder i el desenvolupament del capital. Les societats humanes haurien entrat en una "era de la informació" l'expressió sociocultural seria la de la "societat en xarxa". És a dir, amb internet, la producció de bsn i serveis clàssics ha deixat el pas a una producció d'informació i sabers especialitzats, fet que canvia profundament la naturalesa de la riquesa.
Altres autors han mirat mesurar l'impacte de la globalització a la societat i n'han extret els punts següents:
- Els éssers humans tenen la capacitat de modificar el medi ambient a escala global, no només local.[3]
- La vida dels individus (aliments, aigua, treball, contaminació ambiental, energia, cultura disponible, etc.) depèn de l'acció i de les manques d'acció portades a terme en altres parts del món.[3]
- Les actuacions determinants, actuacions business as usual, són portades a terme per persones desconegudes amb el criteri de guanyar més beneficis econòmics que l'any anterior. La sobirania de les nacions és cada cop més limitada.[3]
- Problemàtiques que abans es podien considerar de manera aïllada o per separat, amb la globalització estan interrelacionades de manera inseparable. Ja no es poden tractar com a simples qüestions de causa-efecte sinó que pertanyen a sistemes complexos, incerts i creadors de sinergies. És el cas de l'evolució demogràfica (vegeu capacitat de càrrega), urbanització, ús del sòl, clima, recursos, residus, etc.[3]
- En general, la complexitat i la incertesa han pres el paper de la ignorància com a obstacle per a la comprensió o el coneixement.[3]
- El poder, l'economia, la informació i tot el que realment determina el desenvolupament de l'estil de vida s'organitza cada cop de manera menys controlada, mentre que la ciutadania cerca la seva raó de ser existencial en les seves identitats més locals i simplificades. La simplificació provoca el fonamentalisme.[20]
- La vida diària passa a estar controlada per les transaccions financeres (els mercats)[21]

Dins els estudis sociològics encara trobaríem el concepte de sistema-món emprat i batejat per Immanuel Wallerstein que apunta que en un "sistema-món" com és la globalització, els països més rics i desenvolupats exploten els menys rics però amb els recursos naturals més abundants. L'anomenat Tercer Món es reforça mentre que el primer món continua explorant la seva riquesa.
D'altra banda, l'ús polític de la ciència amb finalitats poc ètiques i la proliferació d'un periodisme en mans de multinacionals dedicades al sensacionalisme i les informacions no verificades però rendibles, ha repercutit sobre els especialistes de tota mena i científics que són utilitzats als mitjans de comunicació com a "veu de la veritat", sense ser-ho realment o, en tot cas, per reforçar discursos volguts pels caps dirigents dels mitjans en qüestió. Això torna la població escèptica i sobre aquest sentiment, els polítics fan de problemes primordials com ara el canvi climàtic, quelcom de secundari o vulgui com sigui, ja miren de treure's les culpes de sobre per deixar-les en mans del canvi climàtic mateix. Això últim és el que fa remarcar Anthony Giddens.
Segons el sociòleg portuguès Boaventura de Sousa Santos allò descrit amunt, és a dir, aquest sistema-món es torna en una ideologia més en tenir una forma de pensament, unes cosmovisions que són hegemòniques, en tant que conformen el pensament global i, en aquest punt, és on el sistema genera un coneixement apartat, deslligat intencionadament. El sud, aquest tercer món, igualment nodrit de coneixement constitueix d'alguna forma un contrapès i, això no obstant, és gairebé ignorat. D'aquesta forma, la societat Occidental es nodreix d'una cultura pròpia o dels grans, sense tenir en compte les "perifèries", fet que la torna en si analfabeta d'altres realitats.
Conscients o presos de consciència sobre tot això, l'alemany Ulrich Beck diu que durant la globalització hi ha una societat obsessionada pels riscos precisament perquè sap de què es tracta, de com ha modificat el medi natural i de com tot això té unes conseqüències no sempre desitjades. És una societat dels riscos.

## Història

### Història de la globalització

#### Prehistòria
Segons Nayan Chanda el procés de globalització comença amb els primers moviments de migració de la població africana cap a la resta del món. És a dir, en el decurs de l'evolució, la globalització hauria començat amb l'expansió dels Homo sapiens cap a la resta del món. Dataria del -40 000 per a Europa i del -60.000 per a l'Àsia.
L'intercanvi en una dinàmica de comerç n'és la clau. D'ençà que emergeixen els primers intercanvis entre poblacions de cultures diferents podem dir que hi ha indicis de globalització. Cal afegir-hi les distàncies i l'abast mundial. Des d'aquesta perspectiva, tot seguit a aquestes vagues de migració i comerç, només hi hauria hagut a tot el planeta un seguit de globalitzacions diferents, renovellades a cada nova fase de mutació econòmica.

#### Edat antiga

El "sistema-mon" al, descrit per Janet Abu-Lughod

La primera globalització apareix realment a l'Edat antiga amb els primers imperis. Entendre la globalització comporta entendre igualment l'existència d'estats potents en competició i això sembla que és inherent. Per aquest motiu veure la globalització a la prehistòria és mirar d'ampliar la mirada encara que formalment no és ben bé el moment en què hi neix.
Així doncs per parlar de globalització calen alguns requisits previs:
- existència d'estats amb ambicions imperials
- existència de l'economia de mercat, encara que la hi trobem en una altra etapa
- distància entre agents comercials, cal certa distància per poder parlar de "mundialització"
- avenços tecnològics, interdependència, regularitat i estabilitat

Per això mateix cal situar-se al voltant del segon mil·lenni abans de la nostra era i més concretament a l'àrea comercial que s'estén de l'Indus en direcció al món minoic tot passant pel Creixent Fèrtil. És aleshores que trobem la primera globalització si bé la seva durada va ser bastant curta degut a l'aturada generalitzada dels intercanvis comercials causats per la irrupció d'invasors indoeuropeus cap al final del mil·lenni.
Hi dilucidem imperis en competició: l'Imperi Accadi, Imperi Egipci, Imperi Assiri, etc.
L'emergència d'una nova globalització la retrobem amb la fundació de l'Imperi persa que permet establir un contacte comercial indirecte amb les colònies fenícies i gregues, així com amb les ciutats del subcontinent indi, tot passant per Gibraltar i el Ganges. Els grecs prenen totalment consciència de l'abast del món amb els viatges d'alguns filòsofs seus i és amb les ambicions imperials d'Alexandre el Gran que la tercera globalització ens apareix sense embuts.
Lluny de trobar-nos davant el seu final, amb Alexandre el Gran s'assisteix aleshores a una unificació comercial, cultural i diplomàtica del món antic, la destrucció de l'Imperi persa i la formació d'Estats hel·lens. La "globalització" hel·lena comparteix trets comuns amb la dels temps moderns:
- La mescla de poblacions: amb les "conquestes" d'Alexandre, els grecs s'instal·len una mica per tot arreu alhora que descomponen l'Imperi persa i a conseqüència d'això mateix es creen ciutats cosmopolites com ho va ser Alexandria, poblada de grecs, egipcis, jueus i altres poblacions d'Orient
- La constitució d'una cultura mundial: en aquella època se'n deia "koinè" en grec i designa l'establiment d'una llengua franca i una "cultura franca". L'aportaven els grecs que varen fer de la seva llengua i la seva cultura una mena de "soft-power" amb què dominaven el món (conegut) de tal forma que qui no era grec s'esforçava a adquirir la cultura i la llengua grega. Quan es parla de cultura franca, s'hi agrega igualment l'anomenada "literatura global" que cal emmarcar en la nostra "cultura global"
- La intensificació i la globalització dels intercanvis: el comerç floreix particularment bé, essencialment perquè Alexandre reinjectava les liquiditats aleshores amortitzades pels perses. I, en aquest aspecte, gràcies a la desaparició si no total, pràcticament total, de les autoritats (estats) en haver-hi unificació imperial, és a dir, en haver-hi un alliberament de les fronteres, el comerç va poder viure els seus millors moments. Això va permetre l'entrada de fenòmens "típicament globalistes" com és la confecció a l'Índia de budes amb mà d'obra grega que després es venien com a producte al Japó
- S'hi va produir multilateralisme, que és l'establiment d'estats més o menys iguals per la seva mida i força, fet que va donar lloc a una certa emulació
- La innovació tècnica va ser primordial i Grècia n'era el centre. Els científics de l'època eren els filòsofs grecs que s'havien preocupat per explorar tot el planeta. Produïen coneixement a la vegada que l'art es tornava una manera d'exportar tècniques noves a altres poblacions. Cal recordar com de tècnics eren els temples grecs.
- El mode de transport i les mateixes tècniques eren tradicionals a ulls d'avui, però del tot innovadors a l'època

Així doncs es podria dir que amb l'Imperi hel·lè tenim el prototip de tota globalització i, no sense raó, la globalització torna a renovar-se amb l'ascens de Roma a tota la Mar mediterrània. Roma torna a posar en marxa la globalització fent del llatí i la cultura llatina la "cultura franca" de l'època. L'enginyeria dels romans, ben visible a les seves obres arquitectòniques, constituïen una gran avançada a l'època. De fet, Roma exportava el seu soft-power i no hi havia fronteres dins l'Imperi perquè tot era centralitzat, de manera que hi havia un floriment comercial pròsper. Així i tot, de l'Imperi Romà es pot destacar quelcom d'inherent a tota globalització, que és la decadència dels mateixos imperis en combat. Roma va viure el seu moment d'apogeu i, després, va començar a decaure. El punt final a la quarta etapa de globalització de la història se situa al tombant entre l'Edat antiga i l'edat mitjana.
Nota: la globalització hel·lena i romana van tenir sempre com a focus d'admiració l'Orient, és a dir, la Xina on les ambicions imperials de l'ètnia Han varen saber conjugar-se per establir un estat fort que venia productes que no hi havia a Europa però que fascinaven. Al mateix temps s'apunta com tota globalització tendeix a crear una gran divergència, és a dir, l'existència de països pobres, sobreexplotats però amb potencialitat econòmica i països forts econòmicament que n'exploten els més febles, tot i que siguin països amb molt de potencial.

#### Edat mitjana
Els coneixements que tenien les poblacions mundials a l'edat mitjana del planeta no eren de bon tros iguals a les actuals. Per això es podria dir que hi va haver diverses globalitzacions. L'Àsia es constituïa per una immensitat d'estats, alguns amb ambicions imperials i que, justament, jugaven geopolíticament parlant a mantenir un "ordre mundial" o imposar-ne un de concret. És a dir, hi havia una globalització, igual d'apreciada a Europa.
El final de l'Imperi Romà és catastròfic per a Europa que perd el lideratge de la globalització. El nou procés de globalització, més renovat, amb innovacions tècniques, floriment del comerç, de les idees, del capital, etc, va venir del món àrab. L'expansió de l'islam va nodrir les bases per a la formació de la primera globalització de l'Edat mitjana a Europa. L'Imperi islàmic va fer competència a l'Imperi carolingi, una altra de les forces de la globalització. Es va formar en un continent devastat per la caiguda de Roma. Mentre l'Imperi islàmic pren posicions i s'expandeix, Europa és el "tercer món" i, no és fins que Carlemany es dota de poder i emprèn polítiques proclius, que tindrem una recuperació a Europa. El comerç va retrocedir i el pol d'atracció era l'islam. En aquesta fase, la competència directa de l'Imperi islàmic era, sens dubte, l'Imperi Romà d'Orient, únic baluard que quedava de l'antiga Roma.
El declivi àrab es fa palpable a la península Ibèrica, on l'Imperi català, format a través d'una federació de regnes feudals, com és el d'Aragó o el País Valencià, potencia el comerç a tot el mediterrani. L'Europa carolíngia no hauria pogut bastir el seu imperi sense el coneixement que s'havia format a la Península ibèrica. Els regnes cristians miren de fer fora l'al-Àndalus i és en aquesta tasca que hi ha el primer ressorgiment europeu després de la decadència de Roma. Castella s'expandeix en aquesta època amb molta força i la Cort reial promou la traducció dels clàssics, cosa que va contribuir a l'esplendor europeu carolingi. La perícia marina dels catalans, els porta a desembarcar a Grècia. El seu territori s'eixampla.
A l'Àsia l'Imperi Mongol s'hi forma sota l'ègida de Genguis Kan que al penetrar en territori europeu, fa saltar la globalització anterior i dona peu a una nova fase. França mira de jugar els equilibris per tal de tornar-se la potència global, tot i que no hi arriba. Anglaterra li segueix de ben a prop. En efecte, l'Imperi mongol amenaça amb invadir tot Europa i, per bé que no hi arriba, s'uneixen els mercats asiàtic i europeu. És un imperi immens que ha sabut colonitzar la Xina, introduir-hi la seva llengua com a franca, la seva cultura i, doncs, fer d'aquests elements el seu soft-power. Els regnes d'Hongria, Bulgària i Polònia li fan competència, miren de retenir-ne l'expansió.

#### Edat moderna
Entre els segles XV i XVI el Renaixement va comportar un regirament de gran cabal: la impremta i els descobriments a Europa basculen tot el globus en una globalització encara no apreciada.
Tot comença amb la derrota dels regnes cristians a les croades que duien a terme contra l'islam a Jerusalem. La presa de Constantinoble fa sumar la decadència europea. És aleshores que entre Itàlia, per la banda cultural, i Portugal, per la banda econòmica, es vertebra la primera globalització de l'Edat moderna. La Ruta de la Seda deixa de ser accessible i Portugal tot just acaba de lliurar-se una guerra més contra Castella.
Diversos motius expliquen que fos Portugal qui emprengués la cursa de l'exploració:
- Portugal gaudeix d'una llarga costa marítima que s'havia d'explotar tard o d'hora. De fet, gaudeix de més mar que de territori i la noblesa necessita treure més rendiments. Les exploracions donen terres a la noblesa.
- Portugal posseeix aleshores les condicions tècniques i científiques per explorar mar enfora (ex.: brúixola, astrolabi, cartografia, vaixells, etc)
- Portugal posseeix llavors certa estabilitat política malgrat les vel·leïtats contra Castella. La guerra contra Castella va empitjorar l'estat de l'economia portuguesa i el regne va haver de trobar sortides, com ara explorar els mars. El territori és pobre i no posseeix metalls preciosos. Les exploracions són el cas perfecte per fer-se de riqueses.
- França i Anglaterra estan exhaustes. Les dues guerres de Cent Anys les han destruïdes completament i no poden dedicar-se a explorar res, perden tot el protagonisme
- La caiguda de Constantinoble talla la Ruta de la Seda. Europa ja no pot accedir a les espècies provinents de la Xina i cal aleshores trobar una ruta alternativa. La troballa d'un camí alternatiu que tornés a obrir la Ruta de la Seda volia ser utilitzat pel rei portuguès com a mecanisme de propaganda. Volia presentar-se davant la "cristiandat" com un Defensor indubtable de la Fe cristiana, quelcom que li aportés reputació

Portugal inicia doncs un primer procés d'exploració i expansió conegut com a Era de les descobertes, de les exploracions o dels descobriments i que constitueix un punt d'inflexió. Europa coneix altres continents, la ciència avança indubtablement i progressivament s'abandonen els relats mitològics. El món s'europeïtza a cop de colonitzacions, les quals són motius per a noves guerres. És la nova globalització.
Castella posa en marxa les seves ambicions amb una portada global. És a dir, mentre fa casar la seva família a Europa, imposa el seu projecte imperial, que fa anomenar d'Espanya, i, de retruc, inicia la competència contra Portugal fins absorbir-lo. Amèrica és objecte de l'explotació mercantilista dels regnes peninsulars i, com que això aporta riquesa i prestigi, França o Anglaterra, no triguen a pujar-se al carro de les colonitzacions. Els Països Baixos, en procés d'autodeterminació contra el regne hispànic, també s'hi posen per sacsejar la potència hispànica.
Durant el segle xv s'assisteix a una represa dels camps, fet que fa créixer el nombre de població. Part de la població es trasllada a les ciutats medievals i contribueix a transformar-les en ciutats mundials. El comerç comença a florir-hi. S'instal·la una nova dinàmica cultural i estamental. El tèxtil fa d'Anglaterra i Holanda les primeres potències mundials. Les seves capitals, concepte que agafa de mica en mica molta força, n'han de ser la vitrina.
El mercantilisme exporta d'alguna manera el model feudal al món sencer. Les companyies colonials estatals varen ser les multinacionals o trusts de l'època. S'encarregaven d'explotar el tercer món. S'extreia les matèries primeres d'Àfrica i Amèrica. S'exportava a Europa i un cop manufacturades, es venien a l'Àsia. L'Imperi hispànic i portuguès fan fortuna primerament amb els metalls, amb el bullonisme. França els segueix la pista amb la fisiocràcia i el mercantilisme.
Anglaterra i Holanda, rivals indiscutibles de l'Imperi francès, obren a la força Àsia per treure'n rèdits i fan pinya per forçar Europa a incorporar-se al liberalisme econòmic. L'Imperi francès hi perd, tot i que l'hispànic també. N'és justament la intenció. Tot es belluga al segle xviii i XIX entre la Xina, França i Anglaterra. La darrer sap juga les cartes monetàries a favor seu i, finalment, s'imposa l'imperi anglosaxó per tot el segle xx. Aleshores ens trobem en una etapa més de la globalització.

#### Edat contemporània

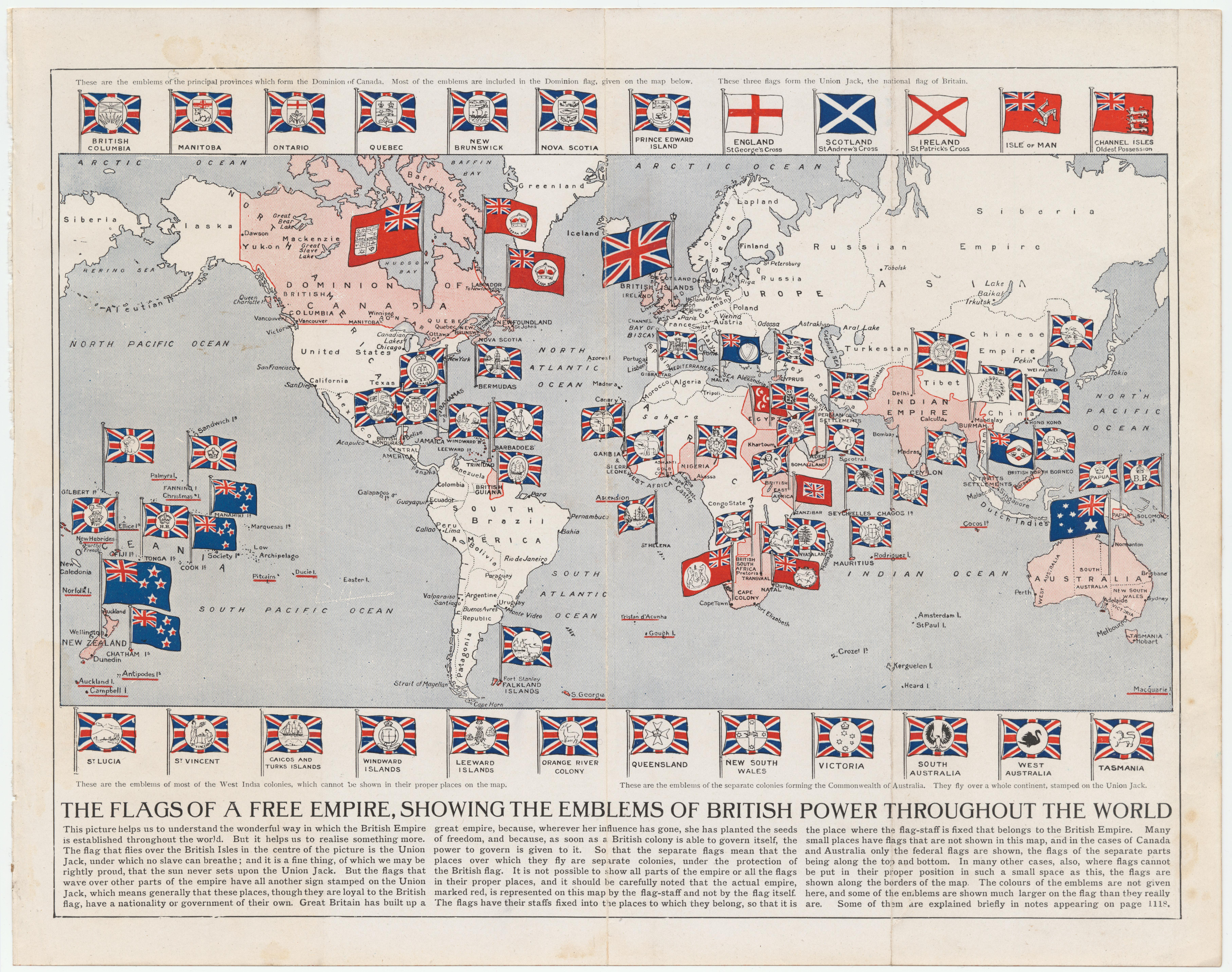
Durant el i primera meitat del XX, la Gran Bretanya es va tornar una súper potència.

Durant el segle xix la globalització s'accelera i pren una rellevància que fins aleshores no havia tingut mai. Els fluxos econòmics s'expandeixen com encara no s'havia vist. La Revolució Industrial i la colonització en són els mecanismes. Les companyies colonials exporten i importen el capital, les mercaderies, les matèries primeres i la mà d'obra. Europa és la potència mundial indiscutible. Posseeix l'Àfrica i l'Àsia. Això mentre Amèrica s'autodetermina de mica en mica encara que el sud segueix sent colonitzat, d'una altra manera. En efecte, l'Amèrica Llatina accedeix a l'autodeterminació políticament parlant, però la deshumanització cultural que varen provocar-hi els imperis portuguès i hispànic, així com la seva explotació econòmica d'ara endavant, la tornen una colònia més, premonitòria de l'Àfrica del segle xx.
El telègraf escurça les distàncies i la màquina de vapor generalitza el transport que es torna més ràpid. Dos elements que permeten una intercomunicació més fluïda a tot el globus i la transferència de persones, capital i matèries es torna més fàcil. Amb la Revolució Agrícola, el maquinisme i les noves comunicacions, broten les ciutats. Als Països Catalans, concretament a Barcelona, Ildefons Cerdà idea la nova ciutat mundial mentre que París, a França, es torna en la tendència. Les potències europees es disputen l'hegemonia mundial. França, Alemanya, la Gran Bretanya, Itàlia, Rússia i Àustria-Hongria miren d'imposar el seu imperi. El francès, però, n'és la llengua franca perquè la immensitat del seu imperi i el desenvolupament tecnològic, així com l'atractiu artístic de París, tornen l'estat francès cotitzat. De prop li segueix la Gran Bretanya en què la societat victoriana explota el capitalisme més salvatge de l'època.
La fascinació, d'altra banda, per tot allò oriental, com el japonisme demostren que el món s'ha globalitzat. Les colonitzacions han unit d'alguna manera el planeta i imperis com el Japó fascinen a Occident. La fundació de les internacionals marxistes també demostren com el món s'ha unificat perquè en haver-hi comerç arreu i capitalisme industrialitzat arreu, els proletaris no només es troben a la Gran Bretanya o Alemanya, són al Japó, a la Xina, a Rússia, etc. El mateix Manifest comunista esmenta l'existència d'un "mercat mundial" amb una "burgesia que dona aires cosmopolites a la producció i el consum a tots els països".
Segons els historiadors especialitzats en economia Kevin H. O'Rourke, Leandro Prados de la Escosura i Guillaume Daudin, diversos factors van promoure la globalització durant el període 1815-1870: 
- La conclusió de les guerres napoleòniques va comportar una era de pau relativa a Europa.
- Les innovacions en tecnologia de transport van reduir substancialment els costos comercials.
- Les noves tecnologies militars industrials van augmentar el poder dels estats europeus i dels Estats Units i van permetre a aquestes potències obrir per la força mercats a tot el món i estendre els seus imperis.
- Un pas progressiu cap a una major liberalització als països europeus.

Després de la Segona Guerra Mundial, els EUA va conduir a Acords de Bretton Woods, en què els principals governs establien el marc de la política monetària internacional, el comerç i les finances, i la fundació de diverses institucions internacionals destinades a facilitar el creixement econòmic reduint barreres comercials. Inicialment, l'Acord General sobre Aranzels i Comerç (GATT) va conduir a una sèrie d'acords per eliminar les restriccions comercials. L'era de la globalització va començar amb el final de la Segona Guerra Mundial i l'ascens dels EUA com a primera potència econòmica del món, juntament amb les Nacions Unides. Per evitar una altra depressió global, els països aliats victoriosos van perdonar a Alemanya els seus deutes de guerra i van utilitzar els seus excedents per reconstruir Europa i fomentar la reindustrialització d'Alemanya i Japó. A la dècada de 1960 va canviar el seu paper per reciclar els excedents mundials. El successor del GATT va ser l'Organització Mundial del Comerç (OMC), que va proporcionar un marc per negociar i formalitzar acords comercials i un procés de resolució de conflictes. Les exportacions gairebé es van duplicar, passant del 8,5% del producte mundial brut total el 1970 al 16,2% el 2001. L'enfocament d'utilitzar els acords mundials per avançar en el comerç va ensopegar amb el fracàs de la negociació comercial de la Ronda de Desenvolupament de Doha. Després, molts països van passar a acords bilaterals o multilaterals menors, com ara l'Acord de lliure comerç entre Corea del Sud i els Estats Units del 2011.
La creació de la Unió Europea al Vell Continent després de la guerra s'acaba conformant com un model per a la implantació del liberalisme a escala global. Diverses zones geogràfiques del món, com és Àsia o Amèrica Llatina, miren de recrear a la seva manera allò que avui coneixem com a Unió Europea. Neix després de la guerra, oficialment per apaivagar les tensions entre Alemanya i França, tot posant en comú la producció de ferro i acer. La incorporació del Regne Unit va ser a tot moment objecte de gran debat perquè França no volia pas que s'hi incorporés. Països Baixos i Luxemburg ho desitjaven perquè es queixaven d'una construcció liberal que es feia gairebé exclusivament a mans franceses. I, en efecte, amb la Crisi de les Subprimes, s'ha fet més i més evident com França i Alemanya, antigament enemics mortals, s'han tornat si no els únics, gairebé els sols a decidir sobre tot el conjunt europeu. Per això mateix es podria dir que el projecte d'Unió Europea no va partir vertaderament del Benelux inicial, però més aviat del Zolverein alemany. I, per tant, el Zolverein mateix es pot col·locar dins l'àmbit de la globalització perquè el seu model ha estat d'inspiració per crear blocs o zones econòmiques arreu del món.

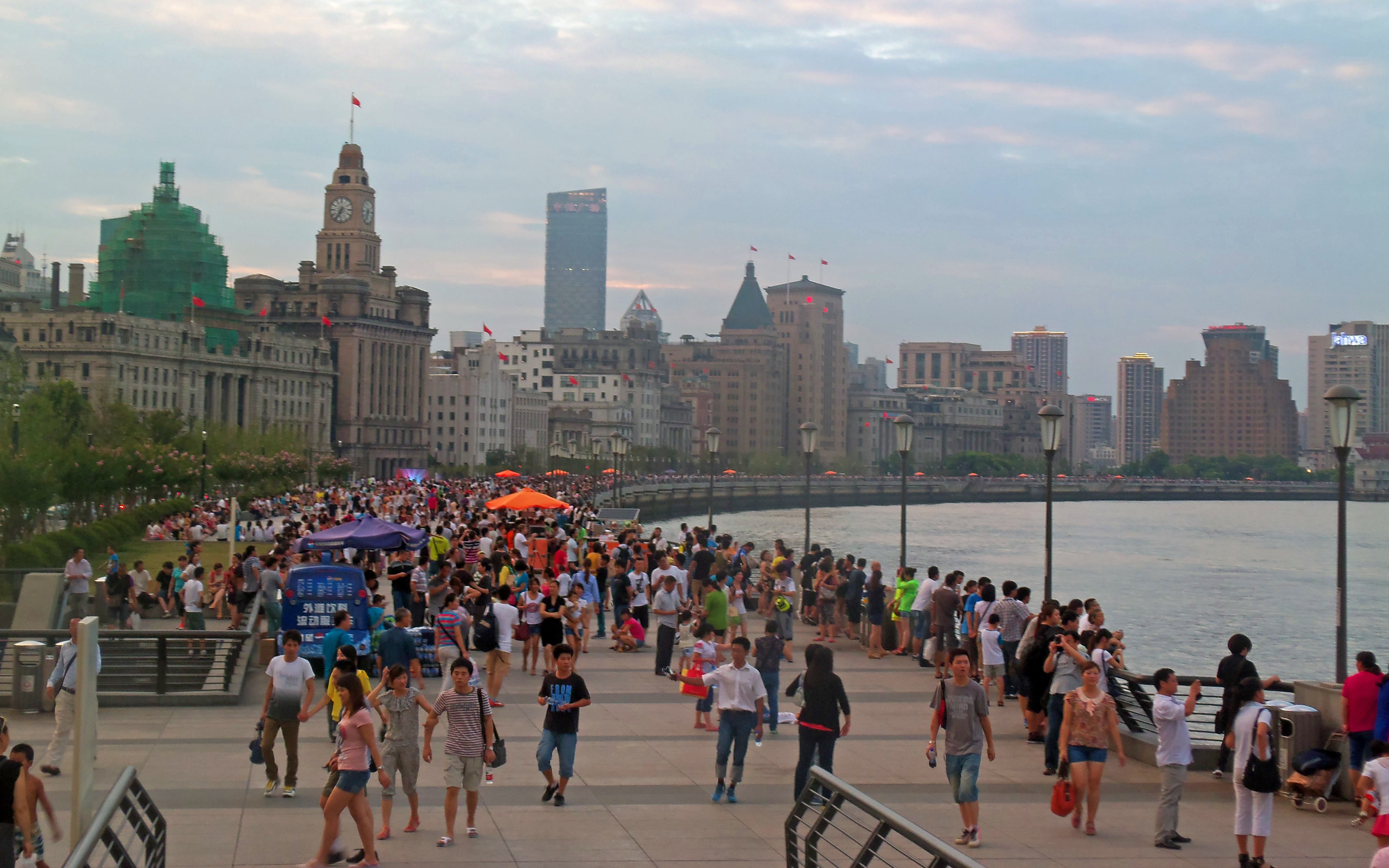
Amb una població de 1.400 milions d'habitants, la Xina és la primera potència econòmica juntament amb els Estats Units al món.

Des dels anys setanta l'aviació ha esdevingut cada vegada més assequible per a les classes mitjanes dels països desenvolupats. Les polítiques de cel obert i les companyies aèries de baix cost han ajudat a portar la competència al mercat. Als anys noranta, el creixement de les xarxes de comunicació de baix cost va reduir el cost de la comunicació entre països. Es pot realitzar més treball amb un ordinador sense tenir en compte la ubicació. Això inclou la comptabilitat, el desenvolupament de programari i el disseny d'enginyeria. Els programes d'intercanvi d'estudiants es van popularitzar després de la Segona Guerra Mundial i tenen com a objectiu augmentar la comprensió i la tolerància dels altres participants, així com millorar les seves habilitats lingüístiques i ampliar els seus horitzons socials. Políticament, es tracta d'exportar el coneixement europeu entre països europeus amb la fi de tenir una futura mà d'obra que generi benficis en tecnologia i ciències aplicades, a l'economia del Vell Continent. Entre 1963 i 2006 el nombre d'estudiants que estudiaven a un país estranger va augmentar nou cops.
Des dels anys vuitanta, la globalització contemporània s'ha estès ràpidament a través de l'expansió del capitalisme i de les ideologies neoliberals. La implementació de polítiques neoliberals ha permès la privatització de la indústria pública, la desregulació de lleis o polítiques que interfereixen amb el lliure flux del mercat, així com les retallades als serveis socials governamentals. Aquestes polítiques neoliberals es van introduir a molts països en desenvolupament en forma de programes d'ajust estructural (SAP) que van ser implementats pel Banc Mundial i el Fons Monetari Internacional (FMI). Aquests programes requerien que el país que rebés ajuda monetària obrís els seus mercats al capitalisme, privatitzés la indústria pública, permetés el lliure comerç, retallés serveis socials com l'assistència sanitària i l'educació i permetés la lliure circulació de gegants empreses multinacionals. Aquests programes van permetre al Banc Mundial i al FMI convertir-se en reguladors mundials del mercat financer que promoguessin el neoliberalisme i la creació de mercats lliures per a les empreses multinacionals a escala mundial.
El món anglosaxó s'ha tornat, culturalment i econòmicament, la potència indiscutible a tot arreu. El món sencer parla anglès que s'ha tronat en uns espècie de "globish". La cultura anglosaxona s'ha exportat com a "cultura franca" i el model institucional que neix als Estats Units ha estat reprès una mica per tot el planeta. A finals del segle xix i principis del XX, la connexió de les economies i cultures del món va créixer molt ràpidament. Això es va desaccelerar a partir de la dècada de 1910 a causa de les guerres mundials i la guerra freda, però es va recuperar de nou als anys vuitanta i noranta.

Bandera de la Companyia Britànica de les Índies Orientals (1801). Les companyies colonials varen ser les multinacionals del i XIX.

L'accés de Ronald Reagan i Margaret Thatcher al poder als EUA i el Regne Unit, forcen la liberalització a moltes parts del món, tot donant lloc a una important expansió de la interconnexió mundial. La migració i el moviment de persones també es pot destacar com una característica destacada del procés de globalització. En el període comprès entre 1965 i 1990, la proporció de la força de treball migrant es va duplicar aproximadament. La major part de la migració es va produir entre els països en desenvolupament i els menys desenvolupats (PMA). A mesura que es va intensificar la integració econòmica, els treballadors es van traslladar a zones amb salaris més alts i a la major part del món en desenvolupament es va orientar cap a l'economia de mercat.
El col·lapse de la Unió Soviètica no només va acabar amb la divisió del món de la Primera Guerra Freda, sinó que també va deixar als Estats Units com a única policia i un defensor del lliure mercat. Però la Crisi de les Subprimes, la Guerra contra el Terrorisme i l'ascens de la Xina dins la globalització, fa caure el liberalisme a Occident, principalment als Estats Units on hi retorna el proteccionisme. La Xina mira de cop exportar a la força el liberalisme, del qual n'ha aconseguit transformar-se, juntament amb els EUA, en la primera potència mundial. El país mira aleshores de canviar les balances a favor seu.

### Historial dels estudis sobre globalització

#### Teoria de les dues globalitzacions
Quan es comença a estudiar la globalització des d'un punt de vista històric, la primera conclusió a la qual arriben els estudis és que, simplement, la globalització no és nova i que els processos que anomenem de globalització ja s'han vist a la història, ja s'han estudiat i ja s'han divulgat. L'única cosa que els diferencia és que ara se'n diu "globalització".
D'entre els primers a arribar a aquesta conclusió podem destacar a Carlo Cipolla i David Landes. Acaben concloent que la globalització és una etapa més de la història del capitalisme. Jerry G. Williamson i Kevin O'Rouke, tot cercant una manera de fugir a les anàlisis marxistes, varen donar nom de "globalització" a aquesta etapa descrita pels dos anteriors.
Més concretament, Jerry i Kevin varen trobar paral·lelismes amb el segle xix i és llavors que proposen la teoria de les dues globalitzacions, segons la qual la globalització es va produir al segle xix i va mutar cap a una altra fase cap al final del segle xx on ja hi tenim una globalització segona. Som a la dècada dels noranta del segle xx i després que el món iniciï una nova fase de neoliberalització, assajada a Xile, i posada a la pràctica amb Reagan i Margaret Thatcher, els historiadors cerquen la manera de poder explicar els nous processos econòmics i en aquesta busca troben que hi ha un escenari ja repetit i que sociòlegs o economies fan passar com una cosa nova, innovadora, però que ja existeix.
S'hi posa doncs el nom de globalització.

#### Racisme i superioritat europea
Ben aviat van sorgir dues tendències, la primera que veia la globalització com una forma de civilització, quelcom pròpiament europeu i que torna Occident en superior i, la segona, que critica la globalització com a política econòmica més, pensada i elaborada des d'Occident amb l'objectiu d'explotar el tercer món i enriquir l'anomenat primer món. Entre els segons hi trobem a Alfred E. Eckes i Thomas W. Zeiler.
El corrent detractor de la globalització sosté que és una forma més subtil d'americanitzar el món. Amb una perspectiva històrica, es podria dir i tot que és una forma d'anglosaxonitzar o, al límit, d'occidentalitzar el món. En termes marxistes, es tractaria de colonitzar altre cop el planeta d'una altra forma, menys visible, menys agressiva, però igual de colonial. El mateix marxisme hi aporta terminologia: l'era de la neocolonització, en lloc de globalització.
Aquests dos corrents permeten presentar ja les dues tendències que hi haurà al món acadèmic:
- a favor de la globalització
- en contra de la globalització

Els detractors hi afegeixen que la globalització, tal com s'havia fet amb la colonització, es dur a terme en contra dels mateixos europeus i nord-americans. Molts cops, ni en són conscients. Malgrat tot, acaba sorgint una tercera tendència que mira de no aportar cap mena de judici de valor a l'anàlisi històrica de la globalització i tendeix a explicar que la preponderància dels Estats Units és fruït de la casuística perquè la Xina mateix ha fet mostra de com utilitzar la globalització a favor seu. És la postura de Kenneth Pomeranz que defensa l'emergència de noves potències.

#### Una història veritablement mundial
Kenneth Pomeranz representa prou bé els estudis sobre la globalització que es varen fer a la segona meitat dels anys noranta del segle xx. Posa de manifest que la dicotomia entre l'a favor o l'en contra, prové d'una mirada etnocèntrica, que llegeix la història a partir d'Europa o, a tot estirar, a partir d'Occident.
Per això va iniciar un corrent nou, qualificat més endavant de determinista. Proposa llegir la globalització des d'una vessant veritablement global, és a dir, tenint en compte altres continents, sense donar preponderància, més de la que hauria, a Europa i el món occidental. Michael Geyer i Charles Bright varen piosar en marxa aquesta nova lectura a partir d'un article de premsa.
A les darreres dècades, el moviment escèptic amb la globalització tendeix a restar-li importància, en tant que el considera una etapa ja coneguda. És a dir, no hi veu cap mena de diferència amb el segle xix. Postula que la globalització és una nova estratègia més de l'imperialisme occidental, nodrida de noves paraules, noves designacions, etc.

#### Les múltiples dimensions
Takis Fotopoulos argumenta que la globalització és el resultat de les tendències sistèmiques que mostren un dinàmic creixement de la vida o mort de l'economia de mercat, arran de la ràpida expansió de les empreses transnacionals. Com que aquestes tendències no s'han compensat eficaçment per l'aparició de tendències contràries que podrien haver emanat de l'acció sindical i altres formes d'activitat política, el resultat ha estat la globalització. Aquest és un fenomen polifacètic i irreversible en el sistema de l'economia de mercat i s'expressa com:
- la globalització econòmica, és a dir, l'obertura i la desregulació dels productes bàsics, el capital i els mercats de treball que va portar a la forma actual de la globalització neoliberal;
- la globalització política, és a dir, el sorgiment d'una elit transnacional i l'eliminació gradual de l'estat tot poderós país del període estatista;
- la globalització cultural, perceptible tant en l'extinció de moltes llengües i cultures, com en l'homogeneïtzació cultural present en les noves elits mundials;[26]
- i la globalització ideològica, la globalització tecnològica, i la globalització social.

Totes aquestes formes són al capdavall les àrees que han mirat d'estudiar la globalització. Hi tindrem la ciència política, l'econòmica, la sociològica, etc.

### Monopolaritat, bipolaritat i multipolaritat

#### Unilateralisme
Segons la concepció unitària, la globalització evoca la noció d’un món unit, d’un món que forma un poble global, d’un món sense fronteres. Això en un enfocament geogràfic, ideològic o econòmic. Aquesta concepció està recolzada almenys en part per organitzacions internacionals o institucions internacionals (en particular l'FMI, l’OMC i altres), pel corrent ideològic neoliberal. També ho comparteixen alguns analistes.
Definir la globalització com la unificació del món significa que hauria d'haver-hi una interpenetració de cultures, tecnologies i economies (integració a l'economia mundial). Com a resultat, cada vegada s'utilitzen expressions com la cultura o la civilització mundial, la governança mundial, l'economia mundial i fins i tot la ciutadania mundial. Tanmateix, res d'això és així i ben sovint aquesta interpenetració és més un discurs utilitzat per fer avançar la globalització, que una situació real. La globalització és l'homogeneïtzació cultural, econòmica i tecnològica del món. És la dictadura del tot en anglès, francès o espanyol, tot capitalista, tot segons com surtin dels Estats Units i els seus aliats.

#### Multilateralisme

La globalització s'ha traduït en zones d'estratègia econòmica i militar per als EUA

Oposada a la concepció unitària, la concepció pluralista considera la forma actual de globalització com una font dels nostres problemes. Proposa un enfocament en la cooperació més que en la competència, que és el principi bàsic de la forma actual de globalització. Els partidaris d’aquesta concepció es localitzen, en particular, en els corrents altermundialistes i antiglobalització. També ho comparteixen alguns analistes independents. Els detractors del multilateralisme plantegen problemes que veuen en l'heterogeneïtat transformada en incompatibilitat, fragmentació i integració, ordre i desordre, desigualtat, exclusió i exclusió: solidaritat, dominació, explotació, enfrontaments ideològics, etc.
Segons els defensors del multilateralisme, mirar-se el món mitjançant l'antiglobalisme tindria l'avantatge d'entendre una mica més clarament els diversos elements d’aquesta globalització, de forma que entendríem que rere seu hi ha un punt de vista únic, d'un món homogeni. A causa de ser defensada per activistes antiglobalització, aquesta concepció es considera generalment com una teoria econòmica i social propera al marxisme, sobretot perquè defensa els més pobres.
El corrent multilateralista argueix com la globalització és més un mite que una realitat. En efecte, després de gairebé 30 anys de globalització, la realitat és que els governs Occidentals han procurat crear zones de lliure-canvi que constitueixen traves a la lliure circulació. La Unió Europea és l'exemple més pragmàtic. Constitueix una barrera vulgui ser per als països d'Amèrica llatina, d'Àfrica com d'Àsia, però també dels països europeus que no són dins de l'espai de lliure-canvi europeu. Això provoca diferències, de forma que el tercer món continua sent explotat, mentre que la riquesa només s'intercanvia en aquestes zones. Alhora aquestes zones desenvolupen algunes regions del món i constitueixen una barrera ideològica contra altres regions. És a dir, una pacte de lliure canvi entre la Unió Europea i Amèrica del nord és essencialment ideologia perquè cerca travar la lliure-circulació amb la Xina i l'Àsia en general, torna dos la segona regió en un tercer món, mentre que la primera continua aprofundint en la seva riquesa.
Dit altrament, la globalització és en realitat una política econòmica duta a terme des d'Occident i conscientment, contra el primer món, que es vol mantenir pobre. Això potencia problemes socials de tota mena. La crítica a aquest punt de vista, argumenta que la Xina mateix és una evidència que les zones de lliure-circulació no potencien la pobresa d'uns a favor de la riquesa d'altres. La Xina és l'exemple més clar perquè ha aconseguit tot just començar el segle XXI tornar-se una potència econòmica al món tot i haver-hi zones de lliure circulació. Així doncs un país que era pobre, s'ha tornat ric i l'accés a la riquesa té més a veure amb saber portar polítiques convenients dins el mateix país, que si hi ha o no competència entre zones de lliure-canvi.

## La globalització passada per la lupa
El terme globalització s'utilitza sovint per referir-se a una sèrie de tendències que s'han fet evidents sobretot a la segona meitat del segle xx entre els països del Primer Món, basades en l'augment del moviment internacional de mercaderies, capital, informació i persones, i el desenvolupament tecnològic, organitzatiu i legal associat a aquests processos.
Hom pot concretar-ho en els aspectes següents:
- Augment del comerç internacional
- Augment del flux internacional de capital
- Facilitat de comunicació a gran distància, i desenvolupament d'un sistema de telecomunicacions global (telèfon, Internet…)
- Augment de les influències culturals entre països
- Adopció d'estils de vida occidentals (sobretot estatunidencs) arreu del món
- Facilitat per a viatjar i fer turisme
- Augment de la migració.
- Desenvolupament d'un sistema financer internacional
- Augment del poder econòmic de les empreses multinacionals
- Augment del paper d'organitzacions comercials internacionals (OMC, FMI, BM, etc.)
- Globalització de normes (p. ex., les lleis sobre propietat intel·lectual)

La globalització econòmica, o mundialització, descriu un procés pel qual les economies regionals, les societats i cultures s'han integrat a través d'una xarxa mundial de comunicacions, del transport i del comerç. El terme globalització s'utilitza de vegades en economia per referir específicament a la globalització econòmica, que fa referència a la integració de les economies nacionals en l'economia internacional mitjançant el comerç, la inversió estrangera directa, els fluxos de capital, la migració i la propagació de la tecnologia. No obstant això, generalment es reconeix que la globalització és impulsada per una combinació de factors econòmics, tecnològics, socioculturals, polítics i biològics.
La globalització ha estat clau en l'aparició de la nova economia exponencial, que inclou les parts de l'economia que evolucionen seguint taxes de creixement exponencial, com per exemple típicament els ordinadors o les xarxes; que ha donat lloc a la crisi financera a causa del preu d'accions del qual s'espera que augmenti exponencialment fins a l'infinit, a la bombolla immobiliària, al creixement del benefici d'empreses sense que n'augmenti el valor afegit i disminuint llocs de treball, etc. Aquest canvi representa un greu problema de sostenibilitat i una crisi la resolució de la qual és un dels grans reptes de la societat del segle xxi. Per ara, els nous models empresarials miren d'enfrontar-la creant un veritable valor afegit i per mitjà de la innovació en comptes de centrar-se en l'administració i l'especulació sense valor afegit.

### Circuït de la globalització

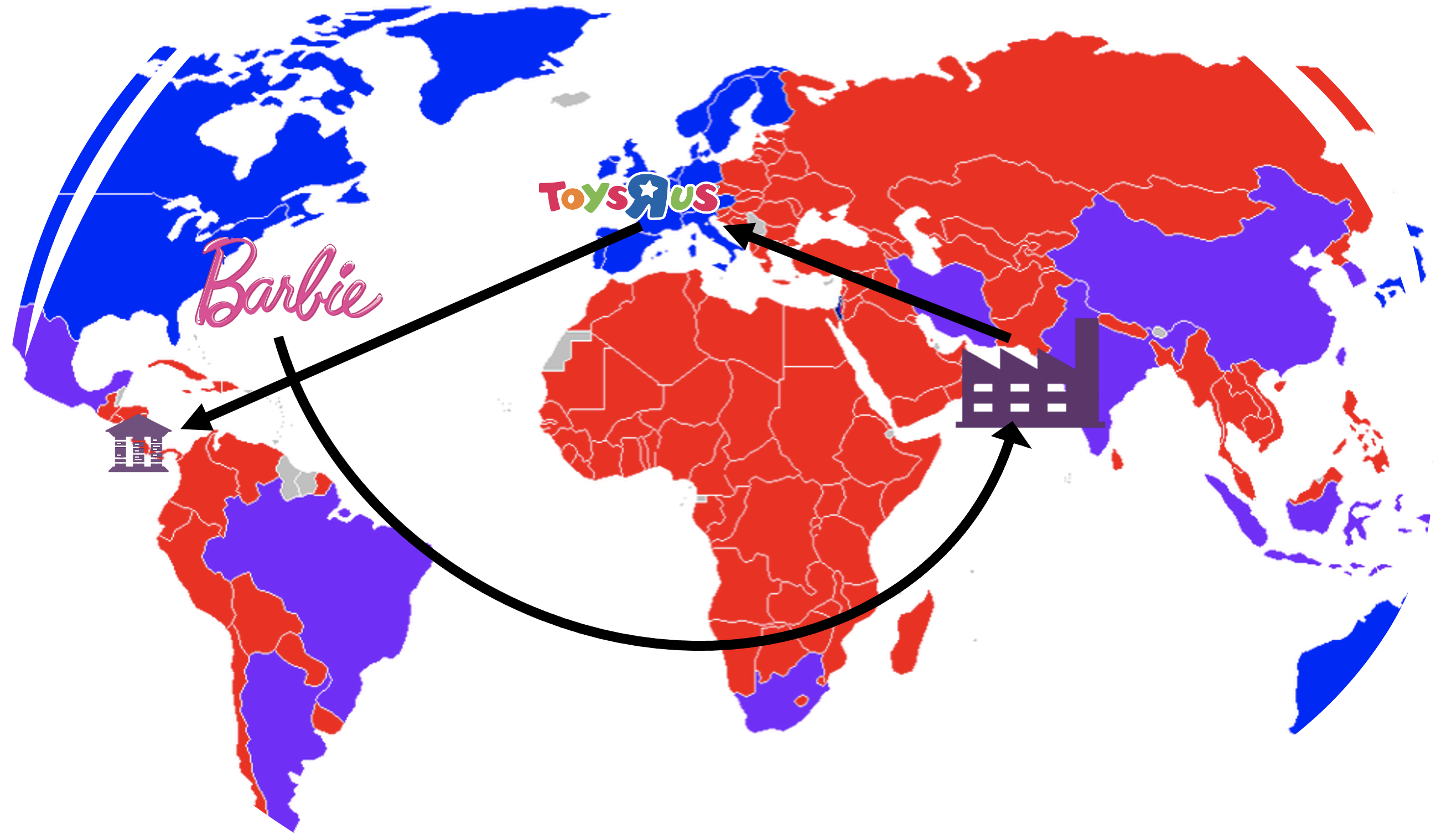
Circuït de la globalització. Els productes es conceben a Occident (blau), es fan fabricar a les perifèries (violeta) tot extraient la matèria primera del tercer món (vermell) per finalment vendre-ho a un mercat de consum. Els guanys són traslladats a un paradís fiscal.

La globalització cal entendre-la des de les mateixes multinacionals. Normalment parteixen totes d'Amèrica del nord, on s'hi concep el producte. Hi ha la seu social i els caps pensants. S'hi concep un producte que pugui agradar i penetrar al mercat de forma exitosa. Tot seguit s'extreu les matèries primeres a l'Àfrica a preu barat. Les matèries primeres es traslladen tot seguit a l'Àsia on s'hi fabrica el producte a baix preu. El producte final s'envia a Europa que és el mercat de consum per excel·lència. Fet això, els guanys es traslladen a paradisos fiscals per tal de no pagar impostos. Un cop el producte perd mercat perquè la competència ja ha proposat quelcom de millor, els productes es llencen al tercer món, normalment a l'Àfrica que es torna en la deixalleria del planeta. L'empresa torna a pensar la manera de tenir un producte nou o millor per tal de tornar a engegar el circuït de nou. D'un punt de vista crític, aquest circuït permet traslladar al mercat de consum l'estil de vida volgut pel país que exporta el producte. És a dir, tot partint del corrent d'anàlisi de les dues globalitzacions, en història es considera que el circuït permet "americanitzar" el món.

### Economia
La globalització ha presentat diverses fases que tot seguit s'enumeren.

#### Intercanvis de béns materials
El primer factor explica l'establiment d'una divisió internacional del treball, ja que pot ser rendible fabricar una mercaderia en un país per transportar-la i vendre-la en un altre. La generalització d’aquest procés a tot el procés productiu (un bé es fabrica en diverses etapes, que sovint corresponen a tants països diferents) condueix al creixement d'interdependències econòmiques que són encara més fortes a mesura que creixen els intercanvis i progressen les tècniques en les cadenes de subministrament. França i Alemanya en són un exemple. Aquest fenomen és essencialment una continuació del que es va començar al segle xix.
L'intercanvi de béns a escala global, reduint les seves fronteres, ha permès fer créixer l'economia mundial de forma global. És a dir, els països més rics han incrementat la seva interdependència i s'han tornat dependents dels països menys afavorits perquè són el lloc on es fabrica i es venen les matèries primeres. Els països del tercer món en tornar-se fàbriques del primer món han tendit a industrialitzar-se i a augmentar el seu nivell de vida encara que això s'hagi dut a curt termini a còpia de desigualtats i explotació de la mà d'obra. La Xina és l'exemple més visible.
Però, tot i aquest augment global de la riquesa, les diferències entre països segueixen existint. El creixement és localitzat, es fa en funció d'afinitats ideològiques. El model és profitós sobretot per als països rics, els quals no transmeten els seus coneixements i prefereixen subordinar al fordisme les societats pobres, sense procurar-los cap nivell de vida prou elevat com per poder consumir i engendrar riquesa. Es crea així doncs una divisió del món, països rics i països pobres, que s'acaba reforçant. És a dir, tot i que els països pobres accedeixen a més graus d'industrialització, segueixen mantenint-se sota nivells de pobresa prou elevats com per diferenciar països rics i països pobres. La deslocalització dels països rics ha obligat la seva població a reformular-se i trobar-se en un estadi de desenvolupament encara més avançat i per molt que el coneixement es transmeti, quan el país pobre ateny el nivell d'industrialització, el país ric ja és en una altra fase més desenvolupada encara.

#### Desigualtats de salaris

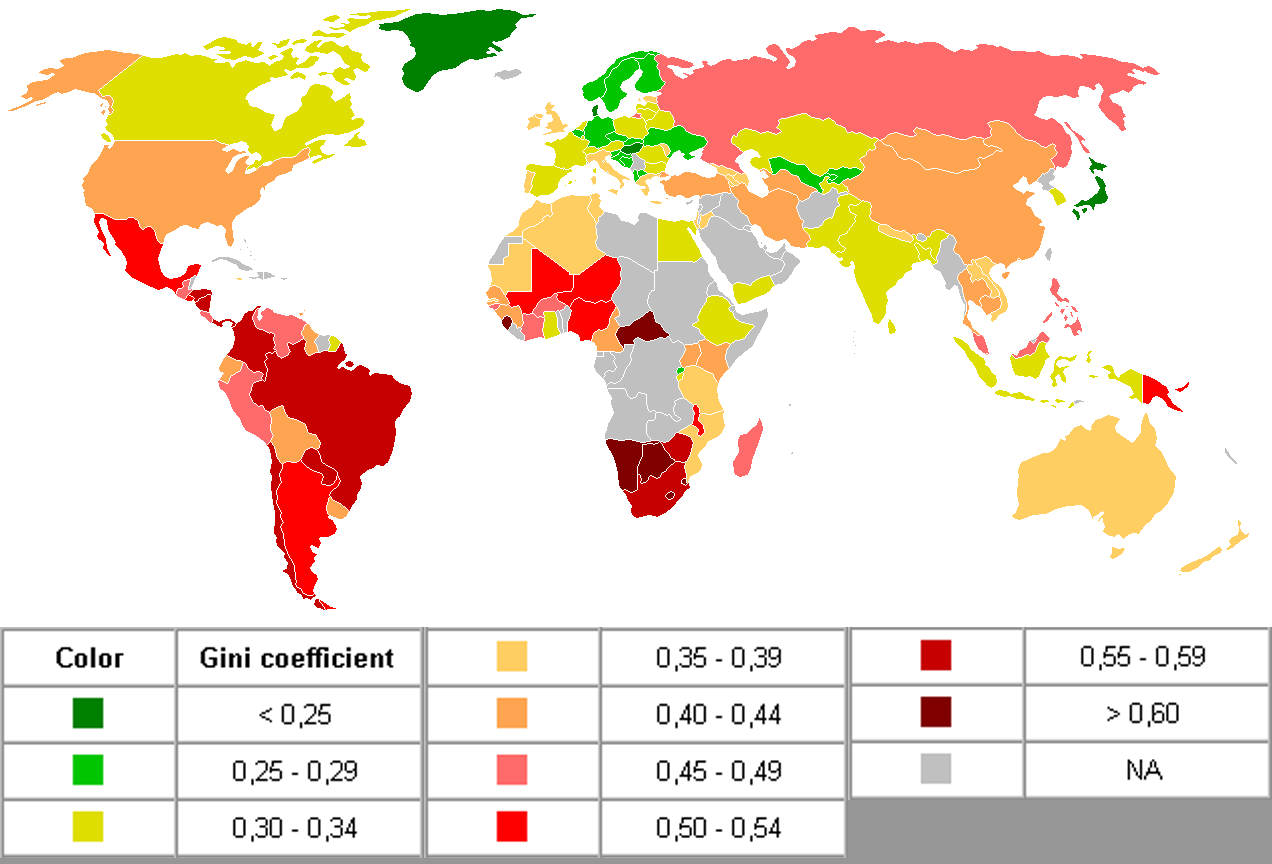
Desigualtat dels sous entre països, mesurat pel coeficient de Gini.

La globalització posa de manifest les desigualtats d'ingressos als països industrialitzats (directius / empleats, treballadors qualificats / treballadors no qualificats) i entre els països industrialitzats amb els països en procés d'industrialització. Una vegada més, aquesta desigualtat d'ingressos no hauria d’ocultar el fet que reflecteix amb més freqüència diferències considerables en els estils de vida.

#### Desenvolupament dels països industrialitzats
Per als països ja industrialitzats, la globalització econòmica té dos avantatges essencials. El primer beneficia el consumidor, que té accés a una gamma més àmplia de béns (diversitat) a un preu més baix que si es produïssin al mateix país. L’abundància de béns és un punt fonamental de la societat de consum. Quantitativament, aquest efecte és considerable i es pot entendre afegint els guanys dels consumidors a la compra de productes tèxtils xinesos. El segon benefici és per als propietaris del capital, que obtenen un millor rendiment del seu capital. Els països rics, en canvi, pateixen la deslocalització de les seves indústries que són intensives, en mà d’obra poc qualificada, així com l'augment dels monopolis. Les empreses potencien les absorcions per mirar de fer front a la competència. És a dir, compren la competència amb els guanys i es tornen un monopoli amb capacitat d'imposar models ideològics a la societat.
Segons el professor Richard Baldwin, la naturalesa de la globalització està canviant radicalment, a causa de la forta caiguda dels costos de transport, comunicació i coordinació. La competència internacional, principalment entre empreses i sectors de diferents països, es produeix cada vegada més entre treballadors individuals que realitzen tasques similars en diferents països (per exemple, arquitectes, comptables, fabricants de models, informàtics, etc.). Per tant, cal un paradigma cada cop més desagregat per mesurar l’impacte sobre les persones i les empreses.
No obstant això, els nivells científics i tecnològics de la Xina i l’Índia s'acosten molt ràpidament als estàndards occidentals, i la qualitat de les telecomunicacions significa que la competència directa de la població treballadora afecta ara a les classes mitjanes (per exemple, la reubicació dels centres de trucades) i als enginyers (de tots els programes importants els grups tenen una branca en auge a l’Índia). Alguns estudis economètrics quantitatius que intenten avaluar aquests dos aspectes han arribat a la conclusió que els guanys dels països rics per la divisió internacional del treball són superiors a les pèrdues (deslocalitzacions, desindustrialització). El problema dels països rics davant la globalització econòmica seria, per tant, sobretot un problema de distribució de guanys per poder compensar altres països concedint-los una part dels guanys proporcional a la seva pèrdua.

#### Nous països industrialitzats (NPI)
La globalització ha tret de la pobresa a països com ara la Xina, Brasil o l'Àfrica del Sud. La deslocalització d'empreses occidentals vers aquests països antigament pobres ha augmentat la riquesa global de les seves economies. Cadascun d'aquests països s'ha vist afavorida per la implantació occidental als seus respectius territoris perquè ofereixen treball a masses grans de població que abans d'això pidolaven als carrers.
De forma general no hi ha hagut cap millora de les condicions de vida i les poblacions han estat explotades de forma sistemàtica per les empreses occidentals. Tanmateix, encara que els sous i les condicions de treball siguin lluny dels estàndards occidentals, la distribució de sous i llocs de treball ha incrementat a nivell macroeconòmic el PIB dels respectius països.
Es pot dir doncs que la globalització genera riquesa i ha estat en l'origen dels anomenats nous països industrialitzats. No debades, el pas següent es veu estancat pel proteccionisme presentat de globalitzador (zones de lliure circulació) i pels límits mateixos de la globalització. Les empreses occidentals continuen posseint la saber fer i no comparteixen aquest coneixement amb els països on s'implanten. Alhora la globalització posa fre en etapes més avançades de la industrialització en què la societat s'acomoda al consum i necessita un estat que reguli les externalitats negatives del capitalisme i això és contrari a la globalització mateixa.

#### Països en industrialització intermèdia
S'anomenen així els països que no es poden classificar dins els NPI ni al calaix dels països no industrialitzats. El progrés de la indústria es troba en fase intermèdia i això torna a ser conseqüència de la mateixa globalització. L'alliberament de les fronteres ha permès la deslocalització d'empreses occidentals als seus respectius territoris nacionals i això ha donat aire econòmic als països concernits. Tanmateix, el desenvolupament encara no ha atès el punt crític necessari i per això caldria situar-les en un punt intermedi.
Com altres països que han passat per la mateixa etapa, després d'aquest estadi intermedi, es tornen en Nous Països Industrialitzats (NPI) i això els fa créixer exponencialment. La dificultat torna aparèixer aleshores quan es mira de passar a la fase d'una societat consumista i creadora de consum. El coneixement occidental no sempre es transmet, conscientment, per tal de mantenir aquests països en estat de pobresa. Hi ha un creixement a nivell macroeconòmic però no hi ha millores per al nivell de vida de les poblacions. La corba té doncs tendència a la baixa per la necessitat de tenir una regulació clara i complidora contra les externalitats negatives del capitalisme.

#### Països no industrialitzats
Econòmicament, els països no industrialitzats són els països més pobres. Tenen el PNB per capita molt baix i l’índex de desenvolupament humà (IDH) és alarmantment preocupant. Abracen aproximadament el 12% de la població mundial i es localitzen principalment a l’Àfrica intertropical subsahariana, després al sud i sud-est asiàtic.
Queden en gran manera fora del procés de globalització moderna i de la industrialització. Això vol dir que la globalització crea zones perifèriques, en què les empreses occidentals hi exporten les seves fàbriques, i zones oblidades, d'absoluta pobresa. Ambdós conformen el tercer món però hi ha diferències evidents entre les perifèries i les zones oblidades. Les zones oblidades poden tornar-se en perifèriques segons la voluntat que pugui haver-hi als països occidentals. Poden ser, això no endebades, susceptibles de transformar-se en perifèries en una tercera globalització.

#### Finances
Després de la Segona Guerra Mundial, els mercats financers es van regularitzar i compartimentar a nivell nacional, abans de viure 35 anys després de la globalització. Sota la influència dels diversos actors, però també de l'FMI i del Banc Mundial (consens de Washington), els mercats han experimentat una triple evolució coneguda com "les tres D": desregulació (abolició dels controls de canvi i restriccions als moviments de capital), desintermediació o accés directe dels operadors als mercats financers sense passar per intermediaris i descompartimentació (trencament de compartiments existents). Des de finals dels anys setanta es va establir gradualment un mercat de capitals integrat a escala mundial.
Més enllà dels aspectes geogràfics, per tant, s'ha establert una nova lògica financera, motiu pel qual els especialistes i les especialistes parlen més de “globalització” financera que simplement de globalització. Es dir que a la dècada dels 2010 ja hi ha una esfera financera globalitzada dins de l'economia mundial. La globalització introdueix una explosió sense precedents en la història dels fluxos financers a escala mundial, que es generen en gran part per la facilitat dels intercanvis d’ordinadors a la xarxa. La globalització financera ha afavorit el finançament de les empreses i el de la balança de pagaments. En eliminar els obstacles al moviment de capitals, ha donat un impuls sense precedents als mercats financers. Tot i això, és evident que els autèntics guanyadors del joc de les modernes finances internacionals són sobretot empreses multinacionals, hisendes públiques, institucions de crèdit i inversors institucionals.
Els principals riscos associats al desenvolupament dels mercats financers són:
- la volatilitat dels mercats ha augmentat, provocant una inestabilitat en els tipus d'interès i els tipus de canvi;
- els riscos sistèmics generats per pèrdues econòmiques importants o per una pèrdua de confiança es transmeten més fàcilment a tota l'economia (teoria del dòmino)

La globalització financera ha generat nous riscos i noves inestabilitats. La qüestió de com controlar aquesta globalització sorgeix avui amb agudesa perquè els estats i les institucions (FMI, Banc Mundial, etc.) han demostrat la seva impotència durant les grans crisis. Més enllà dels nous riscos generats per la globalització financera, també apareixen nous actors. Els fons de cobertura en particular són agents financers que són opacs en el seu funcionament i complexos en les seves relacions amb altres agents. Com que no té una definició legal, els economistes Aglietta, Khanniche i Rigot defineixen els fons de cobertura a través d’un conjunt de característiques: l'absència de restriccions en el camp dels inversors i inversores, la multiplicitat d'estratègies, l'augment dels rendiments per l'efecte palanquejament (deute), asimètric, les comissions retributives i l’ús de l'autoregulació.
Tanmateix, si d’una banda, la globalització financera, basada en la lògica especulativa, correspon molt a viatges d’anada i tornada molt ràpids entre països, en mil·lisegons, de capital a molt curt termini ("hot money"), per altra banda, els estalvis nacionals continuen finançant la major part de la inversió nacional (capital mitjà-llarg termini) en països poblats (més del 95% de la població mundial) fora dels paradisos fiscals.

### Comunicació
La globalització de la comunicació s'origina al segle xix. Va aparèixer gràcies al desenvolupament de noves tecnologies de la Informació i la Comunicació que van permetre dissociar la comunicació del transport físic. També està vinculada a qüestions econòmiques, polítiques i militars. A finals del segle xix i principis del xx es van donar tres desenvolupaments claus per la globalització de la comunicació: 
- Desenvolupament de sistemes de cables subaquàtics pels poders imperials europeus.
- Establiment d'agències internacionals d'informació amb la seva divisió del món en esferes exclusives d'operació.
- Formació d'organitzacions internacionals especialment preocupades pel repartiment de l'espectre electromagnètic.

La comunicació global actual es caracteritza per l'emergència de conglomerats de comunicació transnacionals; pel desenvolupament de noves tecnologies com els sistemes de cable, la utilització de satèl·lits i els mètodes digitals del processament de la informació, emmagatzemament i recuperació; per la circulació de productes mediàtics en un terreny internacional (mercat global); i per unes pautes d'accés i assimilació dels materials transmesos a través de les xarxes globals, aquestes es caracteritzen per un accés desigual i diferències d'assimilació dels materials simbòlics globals.

#### Turisme

Top 10 dels països turístics l'any 2001.

L’augment del nivell de vida, el desenvolupament del temps lliure i la caiguda dels costos del transport han contribuït en gran manera al desenvolupament del turisme internacional, que va caure de 25 milions de persones el 1950 a 500 milions el 2000, a 900 milions el 2008 i mil milions a finals del 2012. Ha sorgit la competència mundial entre destinacions turístiques.
No obstant això, el turisme internacional es compon principalment de nacionals de països rics que visiten altres països rics (els pols receptors i els pols emissors). El turisme cap als països pobres es concentra sovint en un nombre reduït de llocs, amb un efecte força feble en el desenvolupament general del país d’acollida. Una situació així respon ben sovint a la poca difusió que es fa de l'exterior als països rics. La globalització tendeix a posar els focus sobre grups reduïts de països i ignorar la cultura de la resta de països del món.
Convé, però, considerar que les arribades de turistes a països emergents i en desenvolupament han augmentat de 459 milions el 2011. De fet, el turisme és la primera o la segona font de guanys en 20 dels 48 països menys desenvolupats del món.

### Cultura

#### Abús d'hegemonia
Segons Jean Sévillia, la globalització contemporània marca l'hegemonia del model americà en diversos aspectes. Descriu aquesta globalització com: “una ideologia dissenyada a imatge dels Estats Units. Una teoria feta per a una societat de mercat, transparent, mòbil, sense arrels, sense fronteres, on els diners són el rei i l’Estat distant".
Aquestes evolucions convergents tendeixen cap a una ideologia mundial dominant marcada pels conceptes de llibertat de comerç i democràcia política, que seria l'únic garant d'aquesta llibertat, la qual cosa implicaria una interdependència entre ambdues. La globalització es considera, doncs, com un nou messianisme al qual s'aferren tots els "oblidats pel creixement", especialment afectats per la crisi econòmica.

#### Canvi de cosmovisions
La globalització, que s'acompanya de qüestions de sostenibilitat, correspondria a l’inici d’un nou cicle històric. El filòsof Michel Foucault parla d'episteme per a aquesta nova concepció del món. Segons ell, la nostra era correspon a un nou Episteme, que ell qualifica com a hipermodernitat.
L’historiador René Rémond opina que hi ha cicles les característiques dels quals són el canvi de cosmovisions del món, que condueix a noves representacions socials, el canvi en els modes de difusió d'informació i coneixement, la lectura científica de textos, els fonaments i l’honor de cultura antiga… Per exemple, el Renaixement dels segles XV i XVI van ser un període de rehonor dels autors grecs i llatins; van estendre el redescobriment de la cultura antiga a l'art i les tècniques, i van portar la impremta. La Il·lustració va veure un canvi important en la representació del món amb la "revolució copernicana". L'era contemporània també veu la formació de diferents representacions del món amb noves teories cosmològiques o el desenvolupament d’Internet.

#### Predomini de l'anglès i les llengües franques
La globalització ve acompanyada d'una exportació a escala planetària de la llengua de l'estat més potent econòmicament, culturalment i militarment. En aquest cas és l'anglès que d'ençà l'accés dels EUA com a superpotència a tot el planeta ha anat guanyant terreny. Tota la població mundial sap parlar alguna cosa d'anglès i pot arribar a nivells nadius d'anglès sense haver trepitjat mai territori anglòfon.
Tanmateix, internet demostra com aquest predomini, que és real, cal matisar-lo. Al 1996, l'anglès era majoritari a Internet, amb un 75% de les pàgines web en aquest idioma. L'any 2003, aquesta proporció va caure fins al 45%, segons un informe de la Unesco. L'any 2019 hi ha un 57% de la població mundial que té accés a Internet i, per tant, hi ha una diversificació creixent d'idiomes. L'any 2017, l'anglès només el feia servir el 26,3% dels usuaris d’Internet, en comparació amb el 20,8% dels parlants de xinès. Les altres cinc llengües europees més parlades (castellà, rus, alemany, francès, portuguès) i el japonès representen el 21,5%. Juntament amb l’àrab, aproximadament tres quartes parts dels usuaris d’Internet llegeixen aquests nou idiomes, cosa que no impedeix que la gran majoria dels 6.000 idiomes del món no estiguin representats a Internet.
Les dades parlen doncs d'una tendència majoritària a les llengües franques. Això és així per les mateixes dinàmiques colonials que ja s'havien imposat abans de la globalització. La població es veu forçada a fer ús d'una llengua franca que correspon a les llengües dels antics imperis perquè la mateixa indústria es nega a traduir a la resta de llengües del món. Dit altrament, com que qui produeix el contingut és occident, la indústria mira d'imposar als països de consum, receptors, la seva llengua en detriment de les llengües locals. Això vol dir que les tres quartes parts de les llengües del planeta no tenen presència a internet i la població es veu obligada a fer ús del bilingüisme: llengua pròpia i llengua franca.
Una situació així ha anat a favor de l'anglès, que s'ha establert com a llengua per a tots els àmbits. Totes les societats occidentals es troben en processos de sesquisme i l'avançament de la resta de llengües franques ha donat peu a un nou fenomen d'homogeneïtzador. Així, llengües franques com el portuguès o el rus, perden terreny davant el castellà i l'anglès. Dit altrament, el bilingüisme ha afavorit l'anglès per bé que l'accés a internet de més capes de població i la dinàmica colonial ja existent, ha potenciat la resta de llengües franques. Però, alhora, entre llengües franques mateixes, les unes acaben prenent el davant d'unes altres, segons com sigui la potència econòmica, cultural i militar dels respectius països que les parlen. Aquí és on el castellà pren el davant del portuguès, el rus, l'alemany o el francès, alhora que l'alemany o el francès s'aguanten pel suport industrial que hi confereixen les multinacionals.
En resum, la globalització ha potenciat les dinàmiques colonials a nivell lingüístic i el planeta continua perdent varietat cultural. Tot apunta cap a una homogeneïtzador perquè fins i tot entre llengües franques hi ha tendència a sobreposar-ne unes sobre les altres.

### Tecnologia
La tecnologia actual és una de les fenomenologies bàsiques de la globalització i l'instrument que la fa possible. Sovint hom pensa només en les tecnologies relacionades amb el transport i les de la comunicació i de la informació, però també hi ha altres tecnologies que permeten nous canvis radicals a l'economia i la societat, a través de canvis radicals als sistemes de producció. Aquests sistemes de producció es caracteritzen pel fet que cada dia són més:
- massius i productius
- segmentables
- controlables a distància

Això, sumat a un transport de mercaderies cada dia més ràpid i eficaç, permet noves formes d'organització de la producció, que inclouen la globalització deslocalitzada (deslocalització) i desectoritzada del treball i del consum. Això afecta també l'agricultura, cada cop més concentrada i especialitzada, i la nostra alimentació.
Aquestes tecnologies afecten la societat d'una manera menys evident a primera vista que les de les comunicacions, per exemple, però igualment profunda. Per exemple, per a alimentar cent boques europees, als anys 90 del segle xx es necessitaven tres persones treballant al camp, mentre que als anys 30 en calia una trentena. El creixement econòmic sense creació de llocs de treball (reforçat pels nous models econòmics comandats per accionistes, especulació, etc.), la tendència a viure concentrats en ciutats, el comerç a llarga distància (per internet, per exemple)… en són conseqüències directes a la societat i al medi ambient (el transport implica emissions contaminants a l'atmosfera, per exemple).

### Societat
Des del segle xx, els canvis radicals produïts als sistemes de producció i l'emergència de les societats de la comunicació provoquen canvis globals encara més radicals a la societat. Així, algunes tendències rellevants de la societat a causa de la globalització són:
- Disminució progressiva als països desenvolupats de llocs de treball en els sectors secundari (indústria) i primari (agricultura i ramaderia). Aquests països fins ara basaven el seu desenvolupament precisament en aquest sector secundari que ara està minvant ràpidament.[3]
- Terciarització (serveis) i secundarització, alhora, de l'activitat econòmica. És a dir, que el mercat està inundat per "paquets" de serveis no personalitzats sinó produïts en certa manera en sèrie per a tothom (ciutadans, empreses, etc.). Les potencials necessitats personals de poques persones (eventualment per ningú) es venen com a indispensables per tothom, de manera que el mercat s'inunda de serveis (i també productes) superflus que no són necessaris des de pràcticament cap punt de vista.[3]
- Augment de comerç entre grans distàncies, amb el consegüent augment del transport entre aquestes.[3]
- Intercomunicació directa entre regions diferents, d'estats diferents però de dinamismes semblants (per exemple, Rosselló i Catalunya), en l'intercanvi de serveis (per exemple, compartir un canal de televisió en català). Aquest fet podria ser un dels elements que expliquin la regionalització i localització de la vida política.[3]
- urbanització de la vida humana a la Terra.[3]
- Privatització dels serveis públics bàsics com la sanitat o l'educació.[30]

Avui dia el creixement econòmic sense creació de llocs de treball és un nou fenomen del canvi de segle xx al XXI que, tot i que encara no té caràcter global, ens pot fer percebre altres límits en l'ordre que anomenaríem socioeconòmic.

### Medicina
La globalització, a partir del fluxe d'informació, béns, capital i persones, i sense distinció de fronteres polítiques i geogràfiques, permet que les malalties infeccioses s'estenguin ràpidament arreu del món. Alhora facilita alleujar factors com la fam i la pobresa, que són determinants de la salut global. La propagació de malalties a gran escala geogràfica ha augmentat al llarg de la història. Les primeres malalties que es van estendre des d'Àsia fins a Europa van ser la pesta bubònica, la grip de diversos tipus, i altres infeccions similars.

#### Migracions
Els fluxos humans de migració permanent són els grans oblidats de la globalització. L'any 2002, els Estats Units van acollir el nombre més gran d'immigrants de la seva història, però la seva proporció en relació amb la seva població és inferior a la dels anys 20 del segle xx. Al conjunt del món, els moviments de població són quantitativament petits. La mobilitat internacional continua sent el destí dels més desfavorits, desplaçats per les guerres o la prerrogativa de millors expectatives econòmiques.

## Crítica a la globalització

### Opinions a favor i en contra
Hi ha un corrent d'opinió, com per exemple el liberalisme i els corrents polítics de dretes, que està a favor d'aquests canvis. Sostenen que aporta beneficis empresarials i que els beneficis econòmics dels empresaris, banquers i accionistes milloren la societat i el món. Ells veuen en la globalització un procés benèfic d'extensió de la llibertat i el capitalisme.
Aquells que donen suport al lliure comerç proclamen que l'augment tant de la prosperitat econòmica com d'oportunitats, especialment en els països en desenvolupament, produeix un increment de les llibertats civils i donen lloc a una al·locació de recursos més eficients. Les teories econòmiques de l'avantatge comparatiu suggereixen que el mercat lliure produeix una al·locació efectiva de recursos, i un major benefici de tots els països que hi estiguin relacionats. En general, això condueix a una reducció de preus, més llocs de treball, increment en la producció i de nivells de vida especialment per als que viuen en països menys desenvolupats.
Un altre corrent d'opinió, que sol incloure ecologistes i corrents polítics d'esquerres, i especialment els anomenats grups antiglobalitzadors, sostenen que la forma que pren l'actual procés de globalització és una font d'injustícia en l'àmbit internacional, i que no promou un aprofitament sostenible dels recursos naturals.
D'altra banda, conservadors i nacionalistes tendeixen a preferir els productes locals (com aliments locals, etc.) produïts al país, i protegir els propis front de les exportacions a les fronteres. Per altres motius, entitats i idees com les cooperatives de consum responsable, etc. també valoren més la producció local, ja que comporta una menor despesa econòmica i ecològica, un comerç més just amb el productor i el client final (menys pèrdues a causa d'intermediaris) i una qualitat i delimitació més ben controlada, a més de viure en consonància amb l'entorn i que viatjar comporti veritablement el descobriment de nous productes i maneres de fer. Les grans multinacionals en canvi estan més interessades a la globalització.

### Efecte sobre el mediambient
A partir de la Revolució Industrial, els efectes de l'acció dels éssers humans sobre el medi ambient van adquirir la categoria de globals. Durant molt de temps aquests efectes van ser sempre negatius per a l'equilibri dels ecosistemes però tampoc no hi havia preocupació social per aquests. Tanmateix, a partir de la darrera dècada del segle xx, en el marc d'una societat progressivament més exigent amb la qualitat de l'entorn i a conseqüència de la globalització econòmica de mercat, el medi ambient va començar a ser un dels factors claus de competitivitat a les empreses i van començar a desenvolupar-se els sistemes de gestió mediambientals (SGMA).
També cal destacar la problemàtica dels costs transaccionals de les empreses lligats a la globalització de l'activitat comercial. El concepte de globalització, sobretot pel que fa al seu vessant mediambiental, està relacionat amb el de sostenibilitat.

### Moviment antiglobalització
L'antiglobalització promulga que la globalització no pot ser vista tan sols com un procés impulsat i controlat per empreses multinacionals (EMNs) i les elits integrades per les persones més riques i poderoses del món. En el curs del segle xx van sorgir una gran quantitat de moviments i organitzacions socials de projecció planetària en els camps dels drets humans, o la defensa del medi ambient.
De la mateixa manera una heterogènia quantitat de moviments culturals i esportius es conformen el segle xix i sobretot el segle xx, com a corrents globals. La globalització uniformitza les expressions culturals, les modes i les llengües, les modifica al gust dels empresaris i les expandeix fortament a la resta del món tot eliminant totes les altres.
Des del mateix moment en què comença la globalització com a procés històric, emergeix una reacció crítica que va fer eclosió el 30 de novembre de 1999 en el que s'ha anomenat la batalla de Seattle. Aquell dia, desenes de milers de persones convocades per una inèdita aliança entre el moviment sindical i les organitzacions ecologistes i més de 1.500 organitzacions, es van mobilitzar contra l'OMC i van fer fracassar l'anomenada Ronda del Mil·lenni.
| «                                             | El combat es dona, en realitat, entre els que volem una globalització inclusiva, basada en la cooperació i la seguretat, i aquells que volen que totes les decisions les prengui el mercat. | » |
| — Susan George, vicepresidenta d'ATTAC France | |   |

### Llibres
- Bastardas i Boada, Albert. Les polítiques de la llengua i la identitat a l'era "glocal". Barcelona: 2007. Institut d'Estudis Autonòmics. «PDF». (català)
- Bastardas i Boada, Albert. Política lingüística mundial a l'era de la globalització: diversitat i intercomunicació des de la perspectiva de la "complexitat". Barcelona: 2002. Noves SL. Revista de Sociolingüística. «PDF». Arxivat de l'original el 2007-07-10. [Consulta: 22 novembre 2007]. (català)
- Bauman, Zygmunt. Globalització: les conseqüències humanes. Edicions de la Universitat Oberta de Catalunya. 2001. ISBN 978-84-7306-677-8. (català)
- García Ferrando, Manuel. Globalització i xoc de civilitzacions: pensant la nostra societat global Universitat de València, 2004. ISBN 978-84-370-6012-5. (català)
- La globalització Universitat Politècnica de Catalunya. Càtedra Unesco en Tecnologia, Desenvolupament Sostenible, Desequilibris i Canvi Global. 124 pàgines. Icaria Editorial, 1999. ISSN 1139-966X. (català)
- Globalització Wayne Ellwood. 172 pàgines. Intermón Oxfam Editorial, 2007. ISBN 978-84-8452-446-5. (català)
- Mayos, Gonçal i Serra, Ignaci (Eds.) Globalització i interculturalitat Arxivat 2012-09-26 a Wayback Machine., Barcelona: La Busca, (2011). (català) i "Aspectos de la nueva globalización" Arxivat 2012-09-25 a Wayback Machine. de G. Mayos (UB) Arxivat 2012-01-04 a Wayback Machine. en Prisma Social. Revista de Ciencias Sociales de la Fundación iS+D para la investigación Social Avanzada, nº 6, Jun. 2011, pp. 1-34. (en castellà)
- Thompson, J.B.(1997) Los media y la modernidad. Una teoría de los medios de comunicación. Barcelona: 1997. Ediciones Paidós Ibérica. (en castellà)

### Documentaris
- Roger Carandell. 2021. L'altra cara: la globalització. YouPlanet